# Fitografia
La fitografia o botànica descriptiva és la part de la botànica encarregada de la descripció de les plantes. La botànica descriptiva agrupa i cataloga tots els descobriments botànics.